# Chamaedorea linearis
Chamaedorea linearis är en enhjärtbladig växtart som först beskrevs av Hipólito Ruiz López och Pav., och fick sitt nu gällande namn av Carl Friedrich Philipp von Martius. Chamaedorea linearis ingår i släktet Chamaedorea och familjen Arecaceae. Inga underarter finns listade i Catalogue of Life.

## Bildgalleri

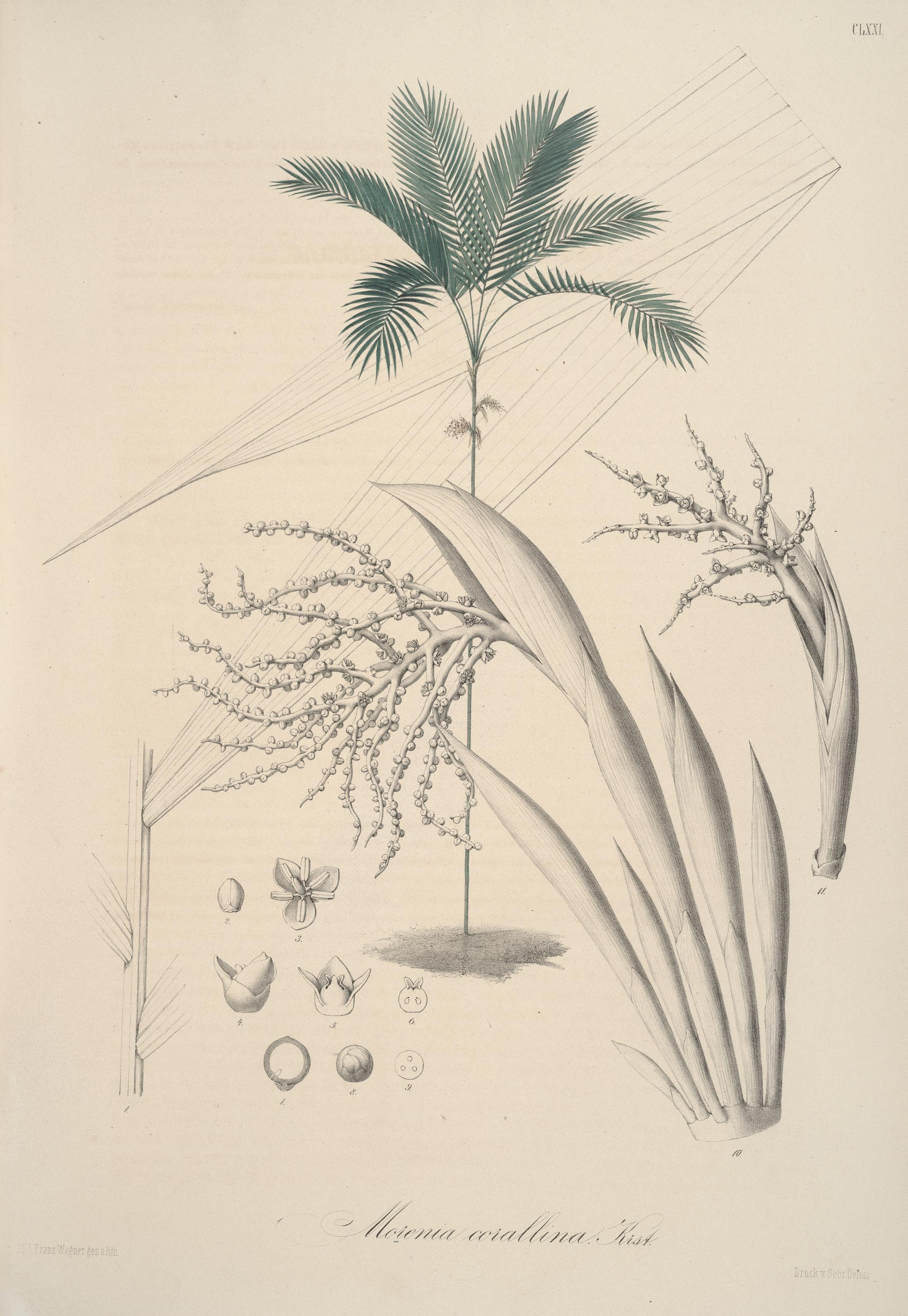
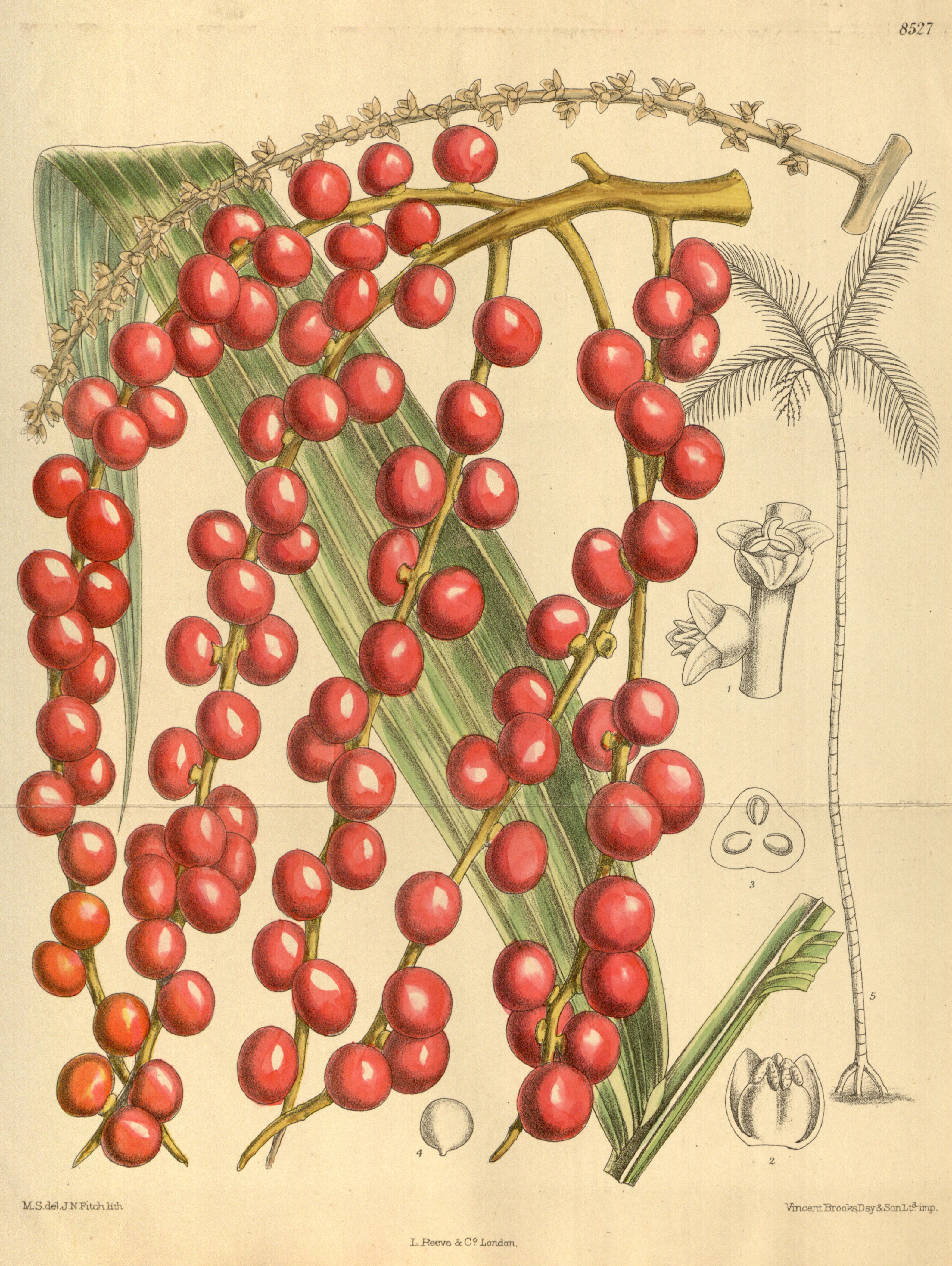